# Lyu Jianlin
Lyu Jianlin (n. 26 iulie 1996) este un trăgător de tir ce a reprezentat Republica Populară Chineză, medaliat olimpic. A participat la o ediție a Jocurilor Olimpice (2024) în care a câștigat o medalie de bronz.

## Participări
Lista de mai jos prezintă principalele competiții la care a participat Lyu Jianlin de-a lungul carierei.
- Tir la Jocurile Olimpice de vară din 2024 - Skeet (mixt)